# Natura 2000-område nr. 50 Tved Kær
Natura 2000-område nr. 50 Tved Kær er et lille EU-habitatområde (H46) ved Kongsøre Hage, der har et areal på i alt 6 hektar, hvoraf godt 4 hektar
hører under Tved Kirke. Området ligger ved Knebel Vig, og består af den gamle havskrænt og ud mod kysten af hævet havbund, som østligst rummer et større kær og kildeområde foran kystskrænten. Området er primært udpeget for at beskytte den sjældne og rødlistede orkidéart, Mygblomst. Derudover findes i kæret bl.a. Bredbladet kæruld, Liden Blærerod, Vibefedt, Hjertegræs, Leverurt og Vild Hør.
Af det samlede areal på 6 hektar er de 4 ha omfattet af naturbeskyttelseslovens § 3. 
Hele området blev fredet i 1981-82 .
Natura 2000-planen er vedtaget i 2011, hvorefter kommunalbestyrelserne
og Naturstyrelsen udarbejdede bindende handleplaner for
gennemførelsen af planen. Planen videreføres og videreudvikles i senere planperioder.
Natura 2000-området ligger i Syddjurs Kommune, og naturplanen er koordineret med vandplanen 1.7 Århus Bugt.

## Eksterne kilder og henvisninger
1. ↑  Miljøstyrelsen Midtjylland (juni 2023). "Naturplan 2022-2027  Natura 2000-område nr. 50 Tved Kær" (PDF). mst.dk. Miljøstyrelsen. Arkiveret (PDF) fra originalen 22. maj 2024. Hentet 22. maj 2024.
2. ↑  
Miljøstyrelsen Midtjylland (november 2021). "Revideret basisanalyse 2022-2027  Natura 2000-område nr.  50 Tved Kær" (PDF). mst.dk. Miljøstyrelsen. Arkiveret (PDF) fra originalen 22. maj 2024. Hentet 22. maj 2024.
3. ↑  Om fredningen  på fredninger.dk
4. ↑  "Natura 2000-planlægning 2022-2027". mst.dk. Miljøstyrelsen. 2023. Arkiveret fra originalen 29. marts 2024. Hentet 11. maj 2024.

- Kort over området
- Naturplanen 2016-2021
- Basisanalyse 2016-2021